# بكلاة

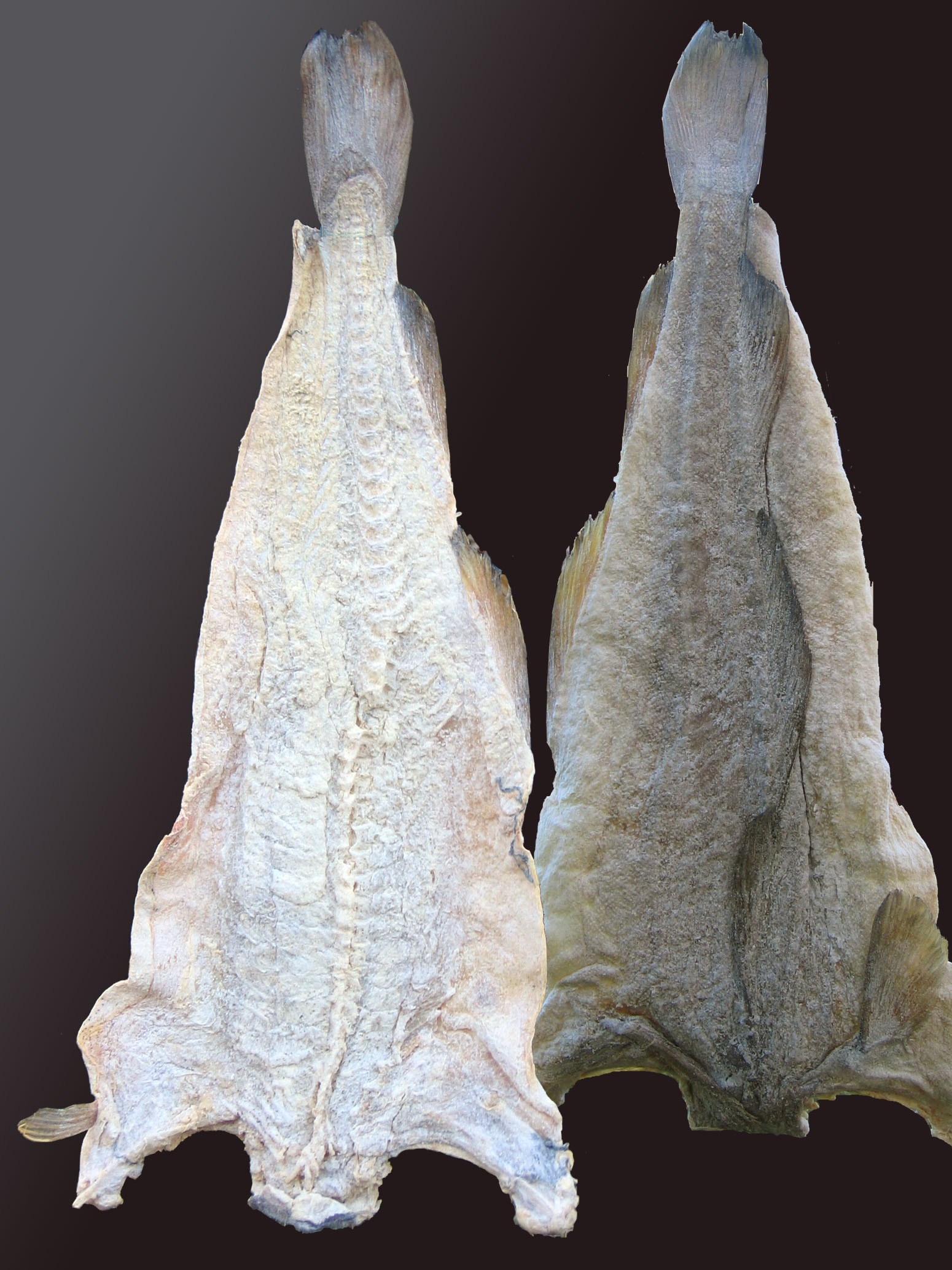
بكلاة مجفف

البَكلاَة أو سمك الباكالاو أو هي تسمية برتغالية لسمك القد بالعربية الفصحى. ارتبط هذا السمك بعادات صفاقس خلال عيد الفطر حيث يُستورَد من النرويج ليملح و يجفف و يأكل مع الشرمولة.